# Златни глобус за најбољег главног глумца у играном филму (мјузикл или комедија)

### 1950-е
- 1950 — Фред Астер, Three Little Words
- 1951 — Дени Кеј, На ривијери
- 1952 — Доналд О’Конор, Певање на киши
- 1953 — Дејвид Нивен, The Moon is Blue
- 1954 — Џејмс Мејсон, Звезда је рођена
- 1955 — Том Јуел, Седам година верности
- 1956 — Марио Морено, Пут око света за 80 дана
- 1957 — Френк Синатра, Pal Joey
- 1958 — Дени Кеј, Ја и пуковник
- 1959 — Џек Лемон, Неки то воле вруће

### 1960-е
- 1960 — Џек Лемон, Апартман
- 1961 — Глен Форд, Џеп пун чуда
- 1962 — Марчело Мастројани, Развод на италијански начин
- 1963 — Алберто Сорди, Ђаво
- 1964 — Рекс Харисон, Моја лепа госпођице
- 1965 — Ли Марвин, Кет Балу
- 1966 — Алан Аркин, Руси долазе, Руси долазе
- 1967 — Ричард Харис, Камелот
- 1968 — Рон Муди, Оливер!
- 1969 — Питер О’Тул, Goodbye, Mr. Chips

### 1970-е
- 1970 — Алберт Фини, Scrooge
- 1971 — Хајим Топол, Fiddler on the Roof
- 1972 — Џек Лемон, Avanti!
- 1973 — Џорџ Сигал, A Touch of Class
- 1974 — Арт Карни, Harry and Tonto
- 1975 — Волтер Матау / Џорџ Бернс, The Sunshine Boys
- 1976 — Крис Кристоферсон, Звезда је рођена
- 1977 — Ричард Драјфус, The Goodbye Girl
- 1978 — Ворен Бејти, Heaven Can Wait
- 1979 — Питер Селерс, Being There

### 1980-е
- 1980 — Реј Шарки, The Idolmaker
- 1981 — Дадли Мур, Артур
- 1982 — Дастин Хофман, Тутси
- 1983 — Мајкл Кејн, Educating Rita
- 1984 — Дадли Мур, Micki and Maude
- 1985 — Џек Николсон, Част Прицијевих
- 1986 — Пол Хоган, Крокодил Данди
- 1987 — Робин Вилијамс, Добро јутро, Вијетнаме
- 1988 — Том Хенкс, Велики
- 1989 — Морган Фриман, Возећи госпођицу Дејзи

### 1990-е
- 1990 — Жерар Депардје, Зелена карта
- 1991 — Робин Вилијамс, The Fisher King
- 1992 — Тим Робинс, The Player
- 1993 — Робин Вилијамс, Госпођа Даутфајер
- 1994 — Хју Грант, Четири венчања и сахрана
- 1995 — Џон Траволта, Get Shorty
- 1996 — Том Круз, Џери Магвајер
- 1997 — Џек Николсон, Добро да боље не може бити
- 1998 — Мајл Кејн, Little Voice
- 1999 — Џим Кери, Човек на Месецу

### 2000-е
- 2000 — Џорџ Клуни, О, брате, где си?
- 2001 — Џин Хекман, Породица Тененбаум
- 2002 — Ричард Гир, Чикаго као Били Флин
  - Николас Кејџ, Адаптација као Чарли/Доналд Кауфман
  - Киран Калкин, Игбијев пад као Игби
  - Хју Грант, Све о дечаку као Вил
  - Адам Сандлер, Опијени љубављу као Бари Иган
- 2003 — Бил Мари, Изгубљени у преводу као Боб Харис
  - Џек Блек, Школа рока као Дјуи Фин
  - Џони Деп, Пирати са Кариба: Проклетство Црног бисера као Џек Спароу
  - Џек Николсон, Само не ти као Хари Сендборн
  - Били Боб Торнтон, Неваљали Деда Мраз као Вили
- 2004 — Џејми Фокс, Реј као Реј Чарлс
  - Џим Кери, Вечни сјај беспрекорног ума као Џоел Бариш
  - Пол Џијамати, Странпутице као Мајлс
  - Кевин Клајн, Вољени као Кол Портер
  - Кевин Спејси, Иза мора као Боби Дарин
- 2005 — Хоакин Финикс, Ход по ивици као Џони Кеш
  - Пирс Броснан, Матадор као Џулијан Нобл
  - Џеф Данијелс, Лигња и кит као Бернард Беркман
  - Џони Деп, Чарли и фабрика чоколаде као Вили Вонка
  - Нејтан Лејн, Продуценти као Макс Бејлисток
  - Килијан Мерфи, Доручак на Плутону као Патрик Китен Брејден
- 2006 — Саша Барон Коен, Борат као Борат Сагдијев
  - Џони Деп, Пирати са Кариба: Тајна шкриње као Џек Спароу
  - Арон Екхарт, Хвала што пушите као Ник Нејлор
  - Чуетел Еџиофор, На високим потпетицама као Лола
  - Вил Ферел, Више од маште као Харолд Крик
- 2007 — Џони Деп, Свини Тод: Проклети берберин из улице Флит као Свини Тод 
  - Рајан Гозлинг, Ларс има девојку као Ларс Линдсторм
  - Том Хенкс, Рат Чарлија Вилсона као Чарли Вилсон
  - Филип Симор Хофман, Породица Севиџ као Џон Севиџ
  - Џон К. Рајли, Ходај мушки као Дејви Кокс
- 2008 — Колин Фарел, У Брижу као Реј 
  - Хавијер Бардем, Љубав у Барселони као Хуан Антонио
  - Џејмс Франко, Ананас експрес као Сол Силвер
  - Брендан Глисон, У Брижу као Кен
  - Дастин Хофман, Последња прилика за Харвија као Харви Шајн
- 2009 — Роберт Дауни мл., Шерлок Холмс као Шерлок Холмс 
  - Мет Дејмон, Доушник као Марк
  - Данијел Деј-Луис, Девет као Гвидо Контини
  - Џозеф Гордон-Левит, 500 дана лета као Том Хансен
  - Мајкл Сталбарг, Озбиљан човек као Лари Гопник

### 2010-е
- 2010 — Пол Џијамати, Барнијева верзија као Барни Пановски 
  - Џони Деп, Туриста као Френк
  - Џони Деп, Алиса у земљи чуда као Луди Шеширџија
  - Џејк Џиленхол, Љубав и други стимуланси као Џејми
  - Кевин Спејси, Казино Џек као Џек Абрамов
- 2011 — Жан Дижарден, Уметник као Џорџ Валентин 
  - Џозеф Гордон-Левит, 50/50 као Адам
  - Рајан Гозлинг, Та луда љубав као Џејкоб Палмер
  - Овен Вилсон, Поноћ у Паризу као Жил Пендер
  - Брендан Глисон, Чувар као Џери Бојл
- 2012 — Хју Џекман, Јадници као Жан Валжан
  - Бредли Купер, У добру и у злу као Пет
  - Јуан Макгрегор, Лов на лососе у Јемену као Алфред Џоунс
  - Бил Мари, Хајд парк на Хадсону као Рузвелт
  - Џек Блек, Берни као Берни
- 2013 — Леонардо Дикаприо, Вук са Вол Стрита као Џордан Белфорт
  - Брус Дерн, Небраска као Вуди Грант
  - Кристијан Бејл, Америчка превара као Ирвинг Розенфелд
  - Оскар Ајзак, У глави Луина Дејвиса као Луин Дејвис
  - Хоакин Финикс, Она као Теодор
- 2014 — Мајкл Китон, Човек Птица као Риган
  - Рејф Фајнс, Гранд Будапест хотел као Густав Х.
  - Бил Мари, Свети Винсент као Винсент Макина
  - Кристоф Валц, Велике очи као Волтер Кин
  - Хоакин Финикс, Скривена мана као Лари Док Спортело
- 2015 — Мет Дејмон, Марсовац: Спасилачка мисија као Марк Ватни
  - Кристијан Бејл, Опклада века као Мајкл Бари
  - Стив Карел, Опклада века као Марк Баум
  - Ал Пачино, Дени Колинс као Дени Колинс
  - Марк Рафало, Бескрајни поларни медвед као Камерон Стјуарт
- 2016 — Рајан Гозлинг, Ла ла ленд као Себастијан Вајлдер
  - Колин Фарел, Јастог као Дејвид Метјуз
  - Хју Грант, Неславно славна Флоренс као Клер Бејфилд
  - Џона Хил, Пси рата као Ефраим Дивероли
  - Рајан Ренолдс, Дедпул као Вејд Вилсон / Дедпул
- 2017 — Џејмс Франко, Катастрофални уметник као Томи Висо
  - Стив Карел, Борба полова као Боби Ригс
  - Ансел Елгорт, Возач као Бејби/Мајлс
  - Хју Џекман, Величанствени шоумен као П.Т. Барнум
  - Данијел Калуја, Бежи! као Крис Вашингтон
- 2018 — Кристијан Бејл, Човек из сенке као Дик Чејни
  - Лин Мануел Миранда, Повратак Мери Попинс као Џек
  - Виго Мортенсен, Зелена књига као Тони Валелонга
  - Роберт Редфорд, Старац с револвером као Форест Такер
  - Џон Рајли, Станлио и Олио као Оливер Харди
- 2019 — Тарон Еџертон, Рокетмен као Елтон Џон
  - Данијел Крејг, Нож у леђа као Беноа Блан
  - Роман Грифин Дејвис, Зец Џоџо као Јохан „Џоџо” Бецлер
  - Леонардо Дикаприо, Било једном у Холивуду као Рик Далтон
  - Еди Марфи, Долемајт је моје име као Руди Реј Мур

### 2020-е
- 2020 — Саша Барон Коен, Борат: Накнадни филм као Борат Сагдијев 
  - Џејмс Корден, Матура као Бери Гликман
  - Лин-Мануел Миранда, Хамилтон као Александер Хамилтон
  - Дев Пател, Изванредан живот Давида Коперфилда као Давид Коперфилд
  - Енди Семберг, Палм Спрингс као Најлс
- 2021 — Ендру Гарфилд, Тик, тик... Бум! као Џонатан Ларсон 
  - Леонардо Дикаприо, Не гледај горе као др Рендал Минди
  - Питер Динклиџ, Сирано као Сирано де Бержерак
  - Купер Хофман, Пица од сладића као Гери Валентајн
  - Ентони Рамос, У висинама као Уснави де ла Вега
- 2022 — Колин Фарел, Духови острва као Падрик Суливан 
  - Дијего Калва, Вавилон као Мени Торес
  - Данијел Крејг, Нож у леђа: Стаклени лук као детектив Беноа Блан
  - Адам Драјвер, Бели шум као Џек Гледни
  - Рејф Фајнс, Мени као кувар Џулијан Словик
- 2023 — Пол Џијамати, Бартонова академија као Пол Ханам
  - Николас Кејџ, Сценарио из снова као др Пол Метјуз
  - Тимоти Шаламе, Вонка као Вили Вонка
  - Мет Дејмон, Air као Сони Вакаро
  - Хоакин Финикс, Бо се боји као Бо Васерман
  - Џефри Рајт, Америчка фикција као Телонијус „Манк” Елис
- 2024 — Себастијан Стен, A Different Man као Едвард Лемуел / Гај Морац
  - Џеси Ајзенберг, Истински бол као Дејвид Каплан
  - Хју Грант, Јеретик као господин Рид
  - Габријел Лабел, Saturday Night као Лорн Мајклс
  - Џеси Племонс, Сва лица доброте као Роберт Флечер / Дени / Ендру
  - Глен Пауел, Hit Man као Гари Џонсон